# Masacres de 2023 en el Estado de Plateau
Del 23 al 25 de diciembre de 2023 se produjeron una serie de ataques armados en el Estado de Plateau en el centro de Nigeria. Afectaron al menos a 17 comunidades rurales en las áreas de gobierno local de Bokkos y Barkin Ladi, provocando al menos 200 muertes y lesiones a más de 500 personas, así como importantes daños a la propiedad.
Ningún grupo se atribuyó la responsabilidad de los ataques, que se cree que fueron cometidos por milicias de pastores fulani. Sin embargo, desde 2014, los ataques contra los agricultores hausa de la región han sido atribuidos a "pastores seminómadas fulani", que "hace tiempo que se quejan de que los agricultores se están apoderando de tierras de pastoreo cruciales para su supervivencia"

## Fondo
El Estado de Plateau se encuentra en el cinturón medio de Nigeria y tiene una historia de conflictos étnicos y religiosos, principalmente entre pastores musulmanes fulani y agricultores cristianos. El conflicto de bandidos comenzó en 2011 como resultado de desacuerdos sobre la propiedad de la tierra y los derechos de pastoreo entre pastores y agricultores.El bandidaje y la inseguridad se ven exacerbados por la alta tasa de fertilidad de Nigeria (5,3 en 2023), y la gran población juvenil sufre de desempleo y subempleo que los hace susceptibles al radicalismo y al bandidaje. El cambio climático y la expansión de la agricultura también conducen a un aumento de los conflictos.  Ataques anteriores ocurrieron en la región en abril de 2022 y mayo de 2023.
Miyetti Allah (MACBAN), un grupo de defensa de los intereses de los fulani, acusó al personal de seguridad del Estado de confabularse con los agricultores para atacar a los pastores fulani. Muhammed Nuru Abdullahi, presidente estatal del MACBAN, afirmó que la violencia comenzó con un acto fallido de "robo de ganado" contra los fulani el 23 de diciembre, en el que tres ganaderos fueron asesinados y se intentó robar 181 vacas, y que 130 casas fueron destruidas. Quemados en varias aldeas fulani el 24 de diciembre. Recomendó que "para poner fin a los incesantes enfrentamientos entre agricultores y pastores, el Gobierno federal debería establecer ranchos en el estado de Plateau y otros estados de la Federación para la cría de animales".

## Ataques
Al menos 17 comunidades rurales en las regiones de Bokkos y Barkin Ladi fueron atacadas los días 23 y 24 de diciembre, dejando al menos 200 muertos y más de 500 heridos. Los atacantes, que utilizaron armas de fuego y machetes, quemaron casas y otras propiedades.Aunque ningún grupo se atribuyó la responsabilidad de los ataques, se cree que fueron cometidos por milicias fulani.

## Secuelas
Posteriormente, el ejército nigeriano inició "operaciones de limpieza" para encontrar sospechosos en los ataques. Algunas víctimas informaron que las fuerzas de seguridad tardaron más de doce horas en responder después de los ataques.
Los ataques provocaron indignación y los residentes exigieron justicia y protección del gobierno. El gobernador Caleb Mutfwang condenó la violencia. Su respuesta fue criticada y Amnistía Internacional pidió una investigación independiente. La comunidad internacional, incluidas las Naciones Unidas, la Unión Africana, la Unión Europea y los Estados Unidos, expresaron su condena y ofrecieron apoyo. 
Después de los ataques, circularon en las redes sociales fotos del ataque a la iglesia de Owo de 2022, con leyendas erróneas para sugerir que pertenecían a la masacre del estado de Plateau de 2023.